# ديفيد ماسترز
ديفيد ماسترز (22 أبريل 1978 في المملكة المتحدة - ) (بالإنجليزية: David Masters)‏ هو لاعب كريكت بريطاني. لعب مع نادي مقاطعة ساسكس للكريكت ‏ وKent County Cricket Club ‏ ونادي مقاطعة ليسترشاير للكريكت ‏.

## وصلات خارجية
- ديفيد ماسترز على موقع إي آس بي آن كريك إنفو (الإنجليزية)